# Almere Muziekwijk
Almere Muziekwijk – stacja kolejowa w Almere, w prowincji Flevoland, w Holandii. Znajdują się tu dwa perony.